# Bill Quackenbush
Vous lisez un « bon article » labellisé en 2012.
Pour les articles homonymes, voir Quackenbush.
Temple de la renommée : 1976
Hubert George Quackenbush dit Bill Quackenbush (né le 2 mars 1922 à Toronto au Canada - mort le 12 septembre 1999) est un joueur de hockey sur glace professionnel qui évolue au poste de défenseur. Il joue notamment dans la Ligue nationale de hockey (LNH) pour les Red Wings de Détroit et les Bruins de Boston entre 1942 et 1956.
Il totalise 284 points en 774 matchs sur l'ensemble de sa carrière. Au cours de ses quatorze saisons dans la LNH, il compte moins de 100 minutes de pénalité, ce qui en fait l'un des joueurs les moins pénalisés de l'histoire de la ligue. Il remporte d'ailleurs en 1949 le Trophée Lady Byng récompensant le joueur ayant le meilleur esprit sportif. Même s'il ne remporte jamais la Coupe Stanley, il est intronisé au Temple de la renommée du hockey en 1976 alors qu'il est entraîneur de hockey puis de golf pour les Tigers de Princeton. Il meurt d'une pneumonie le 12 septembre 1999.

## Biographie

### Enfance et débuts
Quackenbush naît le 2 mars 1922 à Toronto en Ontario. Edna A. Mullen et John H. Quackenbush, ses parents, le nomment Hubert George, mais sa tante n'aimant pas son prénom le surnomme Bill. Il apprend à jouer à Toronto sur des patinoires en extérieur. Adolescent, il pratique en plus du hockey sur glace, le football et le football canadien et est alors considéré comme l'un des meilleurs athlètes du Canada. Il a la possibilité de devenir footballeur professionnel mais choisit le hockey sur glace.
En 1940, il commence sa carrière junior avec les Native Sons, une équipe de Toronto qui évolue dans l'Association de hockey de l'Ontario. Il prend part à treize parties de l'équipe pour treize points mais joue également vingt rencontres avec une autre équipe de la ville, les Campbell's, qui eux évoluent dans  Toronto Major Hockey League. Lors de la saison suivante, il évolue avec les Lions de Brantford qui sont entraînés par Tommy Ivan, futur entraîneur des Red Wings de Détroit de la Ligue nationale de hockey (LNH). Quackenbush est repéré par Carson Cooper, recruteur pour la franchise de la LNH,.

### Avec les Red Wings de Détroit
Le 19 octobre 1942, Quackenbush signe son premier contrat professionnel mais après seulement dix rencontres de la saison 1942-1943, il se casse le poignet. La direction des Red Wings ne préférant ne pas prendre de risque à son retour au jeu, il est affecté aux Capitals d'Indianapolis, club-école dans la Ligue américaine de hockey (LAH). Il joue trente-sept rencontres à la fin de la saison tandis que son équipe se classe à la troisième place de la ligue. Les Capitals d'Indianapolis passent tous les tours des séries éliminatoires de la Coupe Calder mais perdent en finale 3-0 contre les Bisons de Buffalo, Quackenbush participe aux sept rencontres de son équipe et réalise une passe décisive.
Il ne joue qu'une seule rencontre dans la LAH au cours de la saison suivante, passant tout le reste de la saison dans la LNH avec Détroit. Il totalise dix-huit points en quarante-trois rencontres alors que son équipe se classe deuxième de la saison régulière derrière les Canadiens de Montréal. Les deux équipes se rencontrent au premier tour des séries mais les Canadiens s'imposent en cinq rencontres ne concédant qu'une seule défaite. Quackenbush dispute deux des cinq matchs et inscrit un but. Lors des deux saisons suivantes, Quackenbush totalise plus de vingt points pour seulement dix et huit minutes de pénalité. Au cours de la première des deux saisons, en 1944-1945, les Red Wings se classent deuxièmes de la LNH derrière les Canadiens. Ils éliminent les Bruins de Boston en sept rencontres au premier tour des séries puis jouent la finale de la Coupe Stanley mais ils perdent en sept rencontres contre les Maple Leafs de Toronto. Quackenbush dispute l'ensemble des quatorze matchs de son équipe et récolte deux aides. En 1946-1947, il est désigné meilleur joueur de son équipe et est également sélectionné comme joueur de la seconde équipe d'étoiles de la LNH.
Il reçoit un total record de dix-sept minutes de pénalités au cours de la saison 1947-1948, le plus haut total de sa carrière, alors que les joueurs de Détroit retrouvent la finale de la Coupe Stanley après avoir terminé deuxièmes de la saison régulière. Ils perdent contre les joueurs de Toronto qui gagnent les quatre rencontres de la finale. Quackenbush est une nouvelle fois mis en avant en étant désigné dans la première équipe d'étoiles de la LNH. Il ne compte aucune minute de pénalité au cours de la saison suivante et est récompensé par la LNH qui lui remet le Trophée Lady Byng en tant que joueur avec le meilleur esprit sportif,. Les Red Wings, premiers de la LNH, accèdent à la finale de la Coupe mais sont une nouvelle fois battus par les Maple Leafs, toujours en quatre rencontres. Au cours des onze matchs de son équipe en séries, Quackenbush n'est à nouveau jamais pénalisé.
Le directeur général des Red Wings, Jack Adams, prône un jeu musclé de sa défense et n'aime donc pas le trophée Lady Byng. Il considère alors qu'un joueur qui le remporte n'a rien à faire dans son équipe et, ainsi, le 16 août 1949, Quackenbush est échangé avec Pete Horeck aux Bruins de Boston contre Pete Babando, Lloyd Durham, Clare Martin et Jimmy Peters, Sr. avant le début de la saison suivante,.

### Avec les Bruins de Boston
Après quarante-cinq rencontres lors de la saison 1949-1950, Quackenbush reçoit une pénalité. Celle-ci met fin à une série de 131 rencontres de LNH sans une seule pénalité, matchs des saisons régulières et des séries éliminatoires confondus. Pour la première fois depuis le début de sa carrière, il ne joue pas les séries, les Bruins n'étant pas qualifiés, alors que son ancienne équipe remporte la Coupe Stanley. La saison 1950-1951 voit l'arrivée de son frère cadet, Max, qui joue une cinquantaine de rencontres avec l'équipe de Boston. D'un point de vue collectif, la saison des Bruins est gâchée par les blessures des défenseurs de l'équipe et Bill Quackenbush a de plus en plus de temps de jeu au cours des rencontres, jouant même 55 minutes au cours d'un seul match. Avec vingt-neuf points, le défenseur connaît sa meilleure saison comptable et est membre de la première équipe d'étoiles de la LNH. Qualifiés pour les séries, les Bruins sont éliminés au premier tour par les Maple Leafs.
Au cours des cinq saisons suivantes, le défenseur des Bruins termine toujours avec une vingtaine de points et à chaque fois avec moins de dix minutes de pénalités par saison. Il est sélectionné en 1952-1953 dans la seconde équipe d'étoiles. D'un point de vue collectif, les Bruins se qualifient à chaque fois pour les séries mais perdent au premier tour des séries chaque année. En 1952-1953, ils parviennent à surprendre les Red Wings en six rencontres mais perdent en finale contre les Canadiens de Montréal emmenés par Maurice Richard. Quackenbush joue trois dernières saisons dans la LNH jusqu'en 1955-1956 avant de prendre sa retraite. Avec cinq points récoltés en cinq matchs, il enregistre son record de points en séries en 1955. Lors de sa dernière saison, son équipe manque une nouvelle fois les séries avec la cinquième place de la saison.

### Après carrière et vie privée
Après avoir arrêté sa carrière de joueur, Quackenbush travaille en tant que commercial pour une société de construction et suit des cours du soir dans la Northeastern University de Boston. Il reçoit un Associate degree tout en étant assistant-entraîneur de l'équipe de hockey de l'université.
En 1967, il devient entraîneur de l'équipe masculine de hockey des Tigers de Princeton. Au cours de la première saison, son équipe récolte treize victoires pour seulement dix défaites, la meilleure saison de l'équipe depuis 1936. Après six saisons à la tête de l'équipe et seulement une trentaine de victoires pour plus de cent défaites, il quitte son poste en 1973.
Entre-temps, en 1971, il devient l'entraîneur de l'équipe de golf de l'université et conduit son équipe à huit titres de champions de l'Ivy League. En 1976, il est mis en avant par le monde du hockey et rejoint le Temple de la renommée du hockey. Deux ans plus tard, alors qu'il est toujours entraîneur de golf, Princeton décide de démarrer une équipe féminine de hockey sur glace et Quackenbush accepte de prendre la direction de celle-ci. Il dirige l'équipe pendant six saisons la conduisant à trois titres de champions entre 1982 et 1984. Il quitte l'université en 1985 pour aller vivre à Orlando en Floride.
Il épouse Joan Kalloch le 8 juin 1953,. Le 14 décembre 1954, la famille Quackenbush accueille des jumeaux, Bruce et Scott alors que le troisième garçon de la famille, Todd, naît le 29 juillet 1958. Bruce étudie au sein de l'université de Princeton entre 1974 et 1977, jouant au hockey sur glace avec les Tigers. En 1997, Joan et Bill Quackenbush déménagent pour aller habiter dans le New Jersey et se rapprocher de leur famille alors que Bill est malade. Il meurt le 12 septembre 1999 à l'âge de 77 ans d'une pneumonie et des complications de la maladie d'Alzheimer. Il laisse derrière lui une femme, trois enfants et sept petits-enfants.

## Statistiques
Quackenbush joue un total de 774 rencontres de saison régulière dans la LNH en quatorze ans et ne comptabilise que 95 minutes de pénalités soit une moyenne de sept secondes par rencontre, un des plus bas total de l'histoire de la ligue.
| Saison     | Équipe                  | Ligue      |     | Saison régulière | Saison régulière | Saison régulière | Saison régulière | Saison régulière |   | Séries éliminatoires | Séries éliminatoires | Séries éliminatoires | Séries éliminatoires | Séries éliminatoires |
| Saison     | Équipe                  | Ligue      | PJ  | B                | A                | Pts              | Pun              | PJ               | B | A                    | Pts                  | Pun                  |                      |                      |
| 1940-1941  | Native Sons de Toronto  | AHO        | 13  | 4                | 9                | 13               | 0                |                  |   |                      |                      |                      |                      |                      |
| 1940-1941  | Campbell's de Toronto   | TMHL       | 20  | 7                | 9                | 16               | 4                |                  |   |                      |                      |                      |                      |                      |
| 1941-1942  | Lions de Brantford      | AHO        | 23  | 5                | 29               | 34               | 16               | 7                | 2 | 4                    | 6                    | 8                    |                      |                      |
| 1941-1942  | Tip Tops de Toronto     | TIHL       |     |                  |                  |                  |                  | 14               | 2 | 7                    | 9                    | 6                    |                      |                      |
| 1942-1943  | Red Wings de Détroit    | LNH        | 10  | 1                | 1                | 2                | 4                |                  |   |                      |                      |                      |                      |                      |
| 1942-1943  | Capitals d'Indianapolis | LAH        | 37  | 6                | 13               | 19               | 10               | 7                | 0 | 1                    | 1                    | 6                    |                      |                      |
| 1943-1944  | Capitals d'Indianapolis | LAH        | 1   | 1                | 0                | 1                | 0                |                  |   |                      |                      |                      |                      |                      |
| 1943-1944  | Red Wings de Détroit    | LNH        | 43  | 4                | 14               | 18               | 6                | 2                | 1 | 0                    | 1                    | 0                    |                      |                      |
| 1944-1945  | Red Wings de Détroit    | LNH        | 50  | 7                | 14               | 21               | 10               | 14               | 0 | 2                    | 2                    | 2                    |                      |                      |
| 1945-1946  | Red Wings de Détroit    | LNH        | 48  | 11               | 10               | 21               | 6                | 5                | 0 | 1                    | 1                    | 0                    |                      |                      |
| 1946-1947  | Red Wings de Détroit    | LNH        | 44  | 5                | 17               | 22               | 6                | 5                | 0 | 0                    | 0                    | 2                    |                      |                      |
| 1947-1948  | Red Wings de Détroit    | LNH        | 58  | 6                | 16               | 22               | 17               | 10               | 0 | 2                    | 2                    | 0                    |                      |                      |
| 1948-1949  | Red Wings de Détroit    | LNH        | 60  | 6                | 17               | 23               | 0                | 11               | 1 | 1                    | 2                    | 0                    |                      |                      |
| 1949-1950  | Bruins de Boston        | LNH        | 70  | 8                | 17               | 25               | 4                |                  |   |                      |                      |                      |                      |                      |
| 1950-1951  | Bruins de Boston        | LNH        | 70  | 5                | 24               | 29               | 12               | 6                | 0 | 1                    | 1                    | 0                    |                      |                      |
| 1951-1952  | Bruins de Boston        | LNH        | 69  | 2                | 17               | 19               | 6                | 7                | 0 | 3                    | 3                    | 0                    |                      |                      |
| 1952-1953  | Bruins de Boston        | LNH        | 69  | 2                | 16               | 18               | 6                | 11               | 0 | 4                    | 4                    | 4                    |                      |                      |
| 1953-1954  | Bruins de Boston        | LNH        | 45  | 0                | 17               | 17               | 6                | 4                | 0 | 0                    | 0                    | 0                    |                      |                      |
| 1954-1955  | Bruins de Boston        | LNH        | 68  | 2                | 20               | 22               | 8                | 5                | 0 | 5                    | 5                    | 0                    |                      |                      |
| 1955-1956  | Bruins de Boston        | LNH        | 70  | 3                | 22               | 25               | 4                |                  |   |                      |                      |                      |                      |                      |
| Totaux LNH | Totaux LNH              | Totaux LNH | 774 | 62               | 222              | 284              | 95               | 80               | 2 | 19                   | 21                   | 8                    |                      |                      |

## Honneurs et trophées

### En tant que joueur de hockey sur glace
- 1946-1947 : sélectionné dans la seconde équipe d'étoiles de la LNH
- 1947-1948 : sélectionné dans la première équipe d'étoiles de la LNH
- 1948-1949 :
  - sélectionné dans la première équipe d'étoiles de la LNH
  - remporte le Trophée Lady Byng
- 1950-1951 : sélectionné dans la première équipe d'étoiles de la LNH
- 1952-1953 : sélectionné dans la seconde équipe d'étoiles de la LNH

### En tant qu'entraîneur
- Champion de golf dans l'Ivy League avec l'équipe masculine de Princeton : 1972, 1973, 1976, 1977, 1979, 1980, 1981 et 1982
- Champion de hockey sur glace dans l'Ivy League avec l'équipe féminine de Princeton : 1982, 1983 et 1984